# Museo civico della città di Naro
Il Museo Civico della Città di Naro a Naro, in Sicilia, è un museo istituito nel 2017 all'interno dei locali di Palazzo Malfitano. Ospita al suo interno la collezione di arte grafica del comune di Naro, costituitasi a partire dal 1998 grazie alla donazione, da parte del maestro Bruno Caruso, del primo nucleo di 100 opere. Oggi la collezione, che è stata aperta al pubblico fin dal 2000, conta oltre 500 pezzi.

## Il Palazzo Malfitano
Sede del Museo è Palazzo Malfitano, dimora nobiliare del XV secolo. Annessi al palazzo erano la chiesa di San Rocco, ormai andata distrutta, di cui si conservano ancora alcune tracce nella struttura del palazzo e l'ospedale di San Rocco fondato nel 1544 per opera di Mazziotta Lauricella, dei Signori di Giacchetto, per la cura dei pellegrini ed ammalati poveri. Il palazzo è un tipico esempio di architettura cosiddetta catalana, poiché all'epoca in cui è stato costruito la Sicilia era sotto la dominazione spagnola.

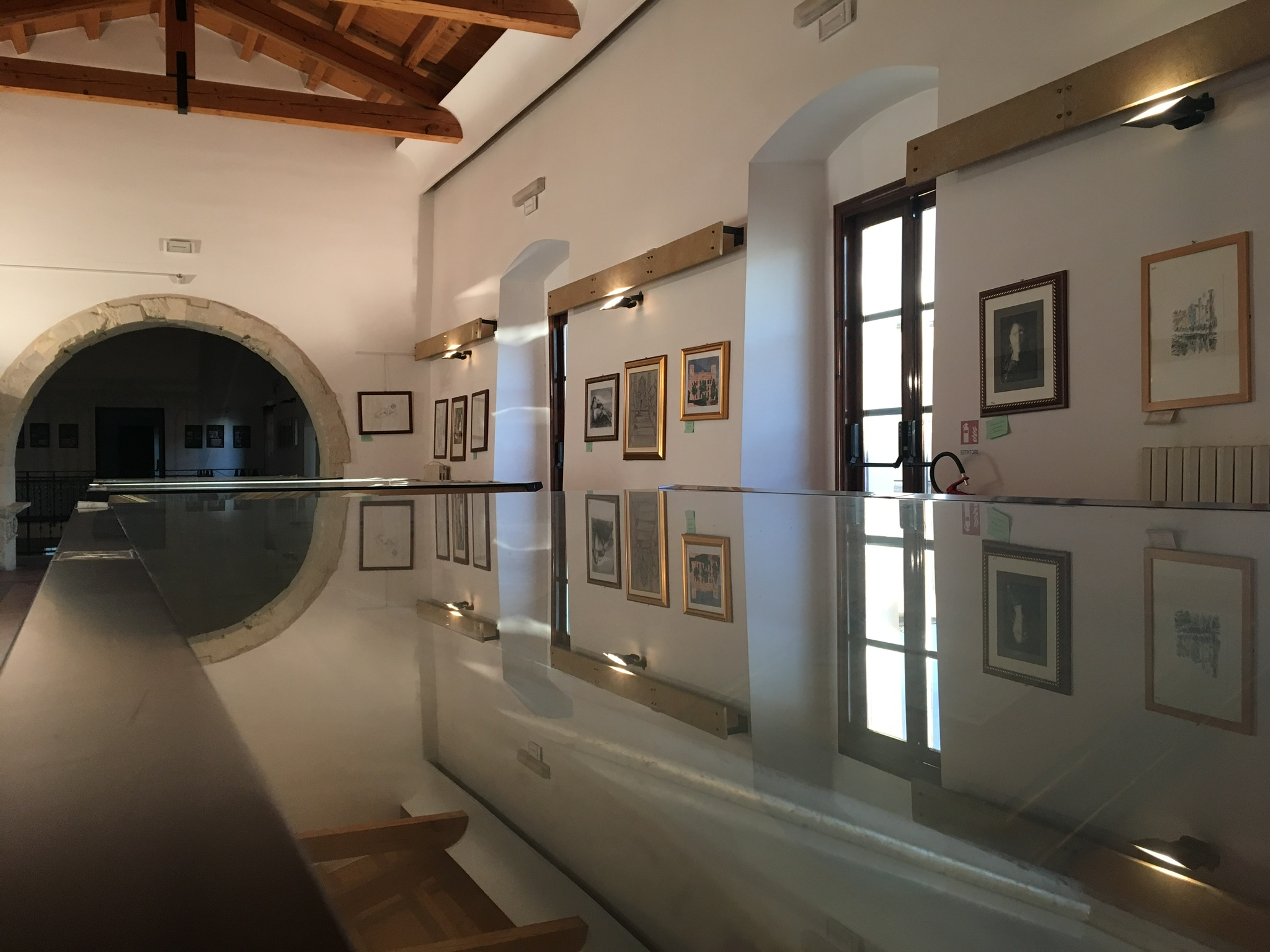
L'interno della zona dell'ex-ospedale che oggi accoglie la collezione di grafica.

Il Palazzo fu donato alla città nel XVIII secolo da Donna Antonia Notarbartolo, marchesa di Malfitano e discendente dei Giacchetto quando i Minori Conventuali, nell'ingrandire l'attuale chiesa di San Francesco, tolsero al palazzo la visuale del mare e della vallata. La donazione prevedeva che l'edificio venisse affidato a delle religiose che dovevano educare le fanciulle d'ogni ceto nella fede ed in ogni genere di lavoro femminile. L'impegno fu assunto nel 1749 dalle suore del Collegio di Maria, ordine istituito dal Cardinale Corradini a Sezze.

## L'istituzione museale
Il Museo, istituzionalizzato dal consiglio comunale nel 2017 grazie all'interessamento dell'Associazione Culturale Indàra, è retto da un comitato tecnico scientifico composto dal sindaco, da un direttore tecnico e da un direttore scientifico nominati dal sindaco con cadenza biennale.

## Albo direttori
Di seguito l'albo dei direttori che si sono alternati alla guida dell'Istituzione.
Direttore tecnico
2018- ing. Daniele Sorce
Direttore scientifico
2018-2020 prof. Sergio Intorre
2020-2020 prof. Milco Dalacchi
2021-     prof. Giacomo Minio